# Tiridates I.
Die Existenz eines parthischen Königs mit dem Namen Tiridates (I.) ist umstritten. Er wird bei einigen klassischen Autoren (Marcus Iunianus Iustinus, Arrian) erwähnt, doch besteht die Möglichkeit, dass es sich bei den mit seiner Person verbundenen Taten um eine Verwechslung mit denen des Arsakes I. handelt, dessen Bruder er laut Arrian gewesen sein soll.